# Sauwerd
Sauwerd (Gronings: Saauwerd) is een dorp in de gemeente Het Hogeland in de provincie Groningen (Nederland). Het dorp is gebouwd rond een wierde, waar het ook zijn naam aan dankt. Het heeft ruim 1.100 inwoners. Tot de gemeentelijke herindeling van 1990 hoorde het dorp bij de voormalige gemeente Adorp. Het gemeentehuis van Adorp stond in Sauwerd. Bij Sauwerd stond vroeger de machtige Onstaborg, die later werd herbouwd bij Wetsinge.

## Kerk

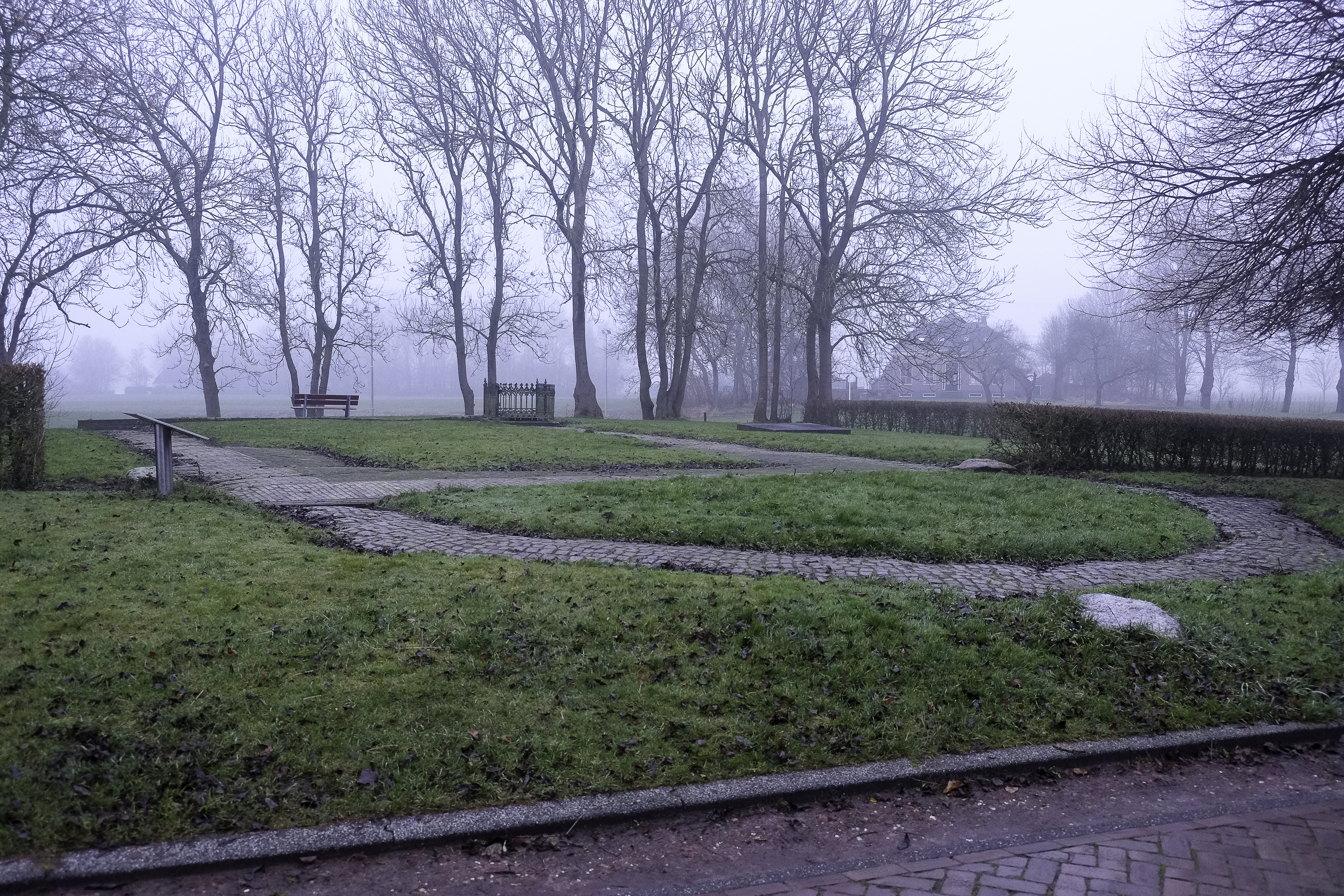
Contouren van de vroegere kerk van Sauwerd

Het dorp had een eigen kerk, die in 1840 wegens bouwvalligheid werd gesloopt. Tegelijkertijd werd ook de kerk in Groot-Wetsinge gesloopt. Voor beide dorpen werd halverwege, in Klein-Wetsinge een nieuw kerkje gebouwd. De contouren van de voormalige kerk zijn aangegeven op het kerkhof.
In 1859 werd een chistelijk gereformeerde kerk gebouwd aan het Hoogpad. Na de fusie met de Nederduits gereformeerde kerk in 1897 tot gereformeerde kerk, werd deze in 1898 vervangen door de huidige gereformeerde kerk aan de Kerkstraat 12. In 1945 ontstond door een scheuring hieruit een gereformeerde kerk vrijgemaakt, die tot 1950 samenkwam in een voormalige garage, waarna een nieuwe kerk aan de Kromme Elleboog 3 werd betrokken. In 1983 werd dit pand verruild voor het tot kerk ingerichte verbouwde voormalige groene kruisgebouw aan de Oude Winsumerstraatweg 7. Het oude pand werd daarop verbouwd tot woning.

## Hiljes Toen
Achter de Schoolstraat in Sauwerd ligt een oude moestuin, op een oude wierde. In Sauwerd wordt die tuin Hiljes Toen genoemd, genaamd naar de vorige gebruikster, Hilje van der Laan. Hilje was een biologisch moestuinierster avant la lettre en kweekte op die plek groenten en bloemen, veel bloemen. Vlak voor haar overlijden schonk ze de tuin aan de gemeente, met één eis: dat het altijd een moestuin zou blijven. En dat bleef het. In 2019 kreeg de tuin officieel de naam Hiljes Toen. De familie van Hilje onthulde het bord. https:///www.rtvnoord.nl/nieuws/210680/sauwerder-tuinierders-brengen-eerbetoon-aan-dorpsgenoot . Als dank schonk de familie een picknickbank. 
De belevenissen op Hiljes Toen worden vastgelegd op Instagram: https:////www.instagram.com/hiljestoen/
Dorpswinkel
Sauwerd had jarenlang een dorpswinkel. Eerst van de familie Arwert, daarna werd het een Spar en een Attent. De laatste eigenaar van de buurtsuper in Sauwerd hield het in 2016 voor gezien en daardoor kwamen ouderen en inwoners die slecht ter been waren in het nauw. De inwoners van Sauwerd staken daarop de koppen bij elkaar en startten een campagne om de winkel te behouden, beginnend met een handtekeningenactie. Als proef werd in de zomer van 2016 de kruidenierswinkel voor de eerste keer geopend, met steun van vrijwilligers. Leveranciers en streekproducenten voorzagen de winkel van goederen.
De proef slaagde en al snel kwam het idee op om hier iets permanents van te maken. Er werd een coöperatie opgericht waarvan dorps- en streekgenoten lid konden worden voor een symbolisch bedrag van 20 euro per jaar. Ruim zeventig procent van de dorpelingen in Sauwerd werd ook daadwerkelijk lid van de dorpencoöperatie Reitdiepdal U.A., waarvan ook inwoners van Adorp en Wetsinge lid konden worden. In het voorjaar van 2017 werd de winkel door de vrijwilligers verbouwd en kwam er een kleine broodboetiek in de oude personeelsruimte en werden zo'n vijftig vrijwilligers ingewerkt. ‘We willen meer zijn dan Een deel van de winkel is gereserveerd voor een koffietafel, waar ook elke dag een gastvrouw of -heer aanwezig is om koffie te schenken en een praatje te maken. Er staat ook een ruilboekenkast en er is een PostNL-punt. Eind augustus 2017 werd de winkel feestelijk heropend. Sindsdien is de winkel weer een spil in het dorp. 

## Openbaar vervoer

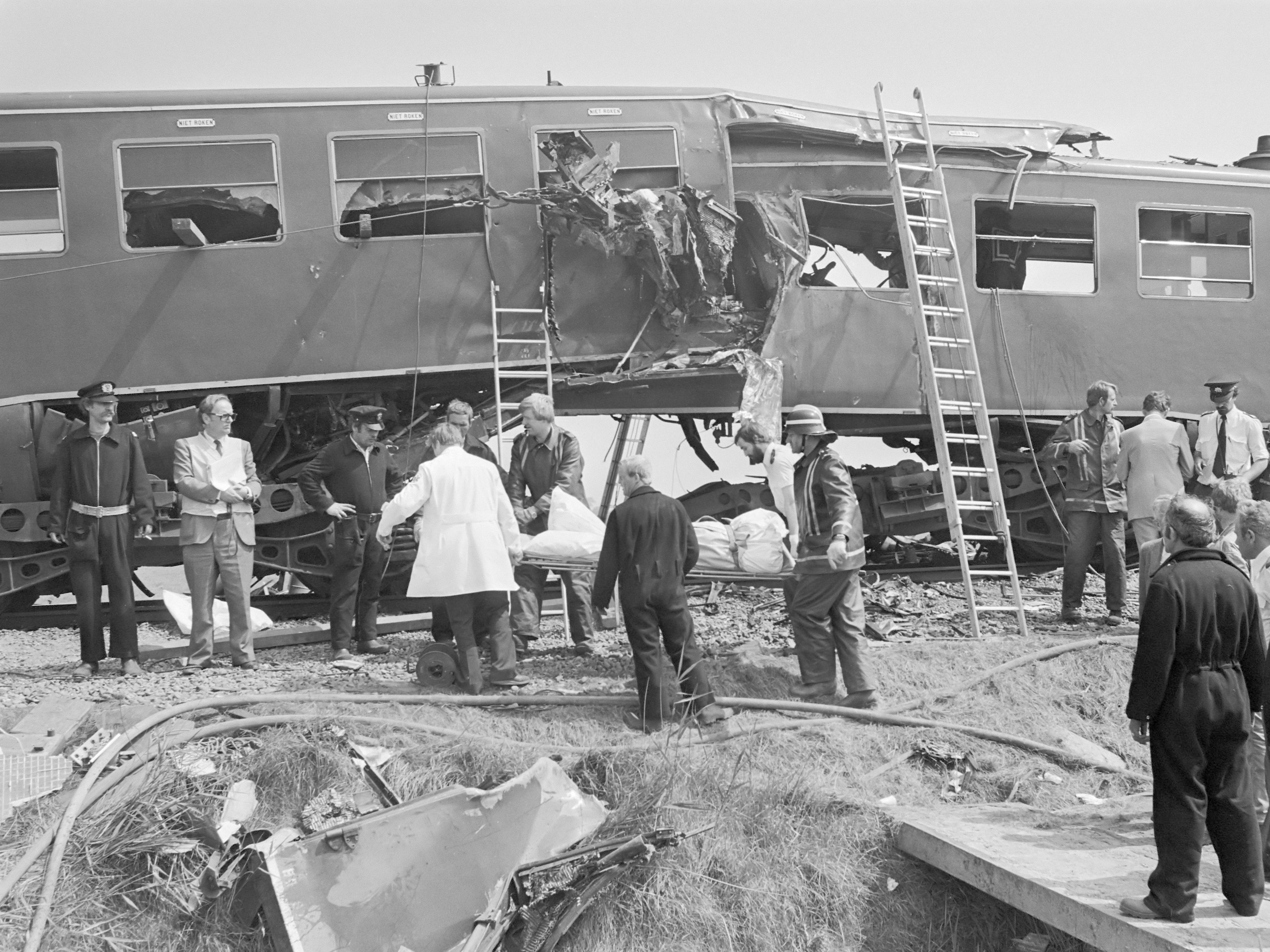
Spoorwegongeval bij Sauwerd (1980)

Sauwerd ligt aan de spoorlijn Groningen - Delfzijl en aan de spoorlijn Groningen - Roodeschool. Deze lijnen splitsen zich bij het dorp. In 2003 is tussen station Groningen Noord en Sauwerd spoorverdubbeling gereedgekomen. Tot die tijd was het traject een van de drukst bereden stukken enkelspoor van Nederland en moest de trein van/naar Roodeschool Sauwerd overslaan. Op 25 juli 1980 botsten in Winsum twee passagierstreinen op elkaar, waarbij 9 doden en 21 gewonden vielen. Door Sauwerd rijden 2 buslijnen, lijn 65 van Groningen naar Zoutkamp en lijn 163 van Groningen naar Lauwersoog

## Jachthaven
Aan het Sauwerdermaar ligt een kleine jachthaven met ligplaatsen voor kleine jachten en motorboten. Vanuit de haven kan men het Reitdiep bereiken. Begin december is het altijd druk bij het haventje. Elk jaar is dat de plek waar Sinterklaas aankomt in Sauwerd.   

## Sport

### Sportcomplex
Het sportcomplex van Sauwerd draagt de naam De Lange Twee. Op het sportcomplex worden verschillende sporten beoefend.

### Voetbal
De voetbalvereniging uit Sauwerd is VV SIOS, een afkorting van Succes Is Ons Streven. Het eerste elftal komt in het seizoen 19/20 uit in de 4e klasse.

### Tennis
Tennisvereniging Onstaborg heeft twee verlichte gravelbanen, een betonbaan en een eigen clubhuis op het sportcomplex.

### Volleybal
Volleybalvereniging DOS speelt in de sportzaal ‘De Lange Twee’

### Schaatsen
IJsvereniging Nooitgedacht is de ijsbaanvereniging van Sauwerd. De natuurijsbaan bevindt zich onderaan de afgegraven wierde.

### Koersbal en Jeu de Boules
De Koersbal- en Jeu de bouleclub is actief bij de tennisvereniging.

### Loopgroep
De RaitdaipRunners. Tevens organiseert De RaitdaipRunners elke eerste zaterdag van april de RaitdaipRun over drie afstanden: 5 km, 10 km en 10 mijl. De loop voert door het Reitdiepdal en start en eindigt in het dorp Sauwerd.

### Gym en turnen
Gym- en turnvereniging Wardeus oefent in de sportzaal ‘De Lange Twee’

### Karate
Karatevereniging Za-Kura traint in de sportzaal ‘De Lange Twee’

## Geboren in Sauwerd
- Simon Klaas Kuipers (27 september 1943), Rector Magnificus Rijksuniversiteit Groningen 1991-1994[2]
- Garmt Bouwman (14 juli 1946), organist en componist
- Minne Veldman (8 februari 1980), organist, koordirigent en componist/arrangeur
- Ranomi Kromowidjojo (20 augustus 1990), zwemster

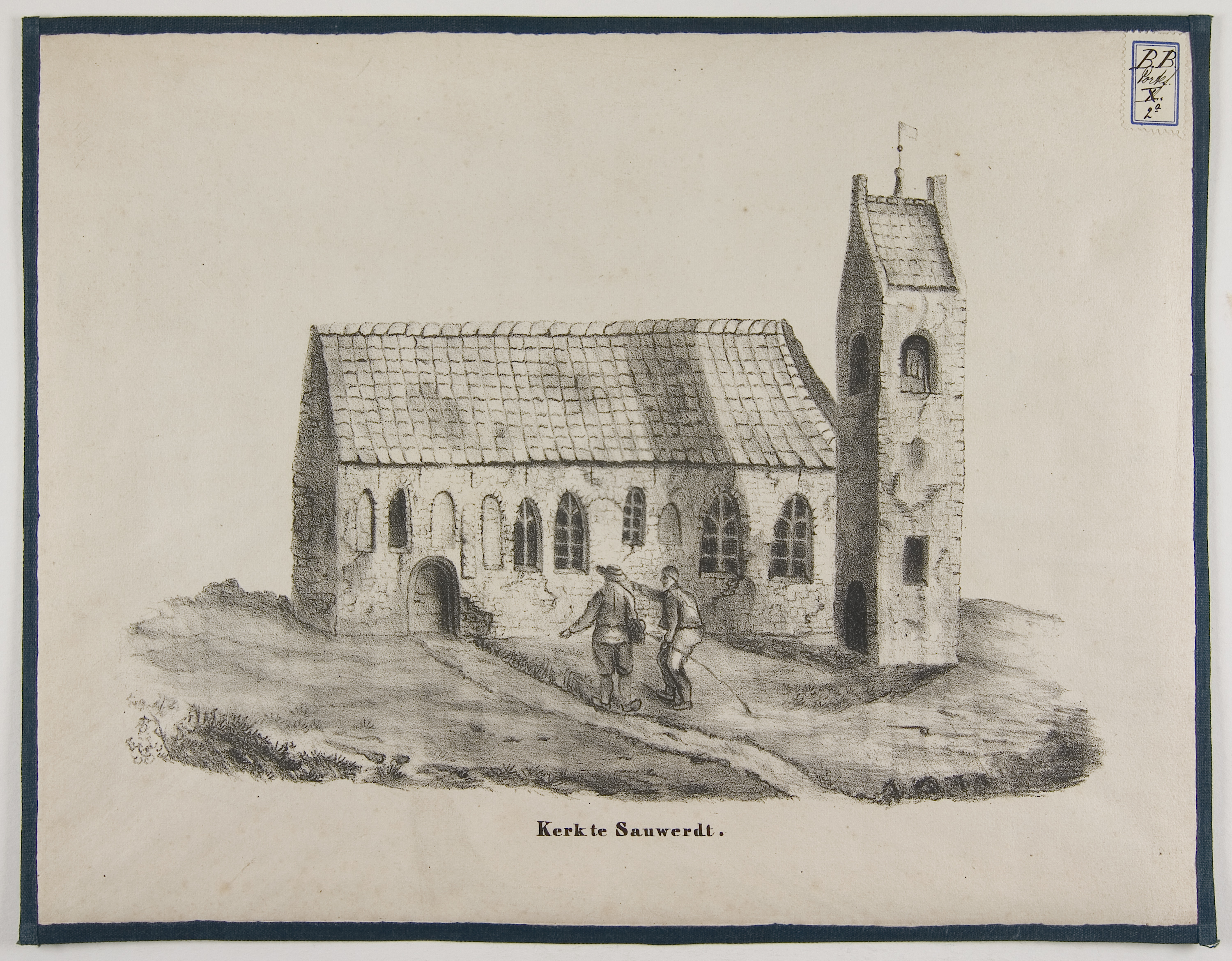
De in 1840 afgebroken kerk van Sauwerd op een oude steendruk uit ca. 1840
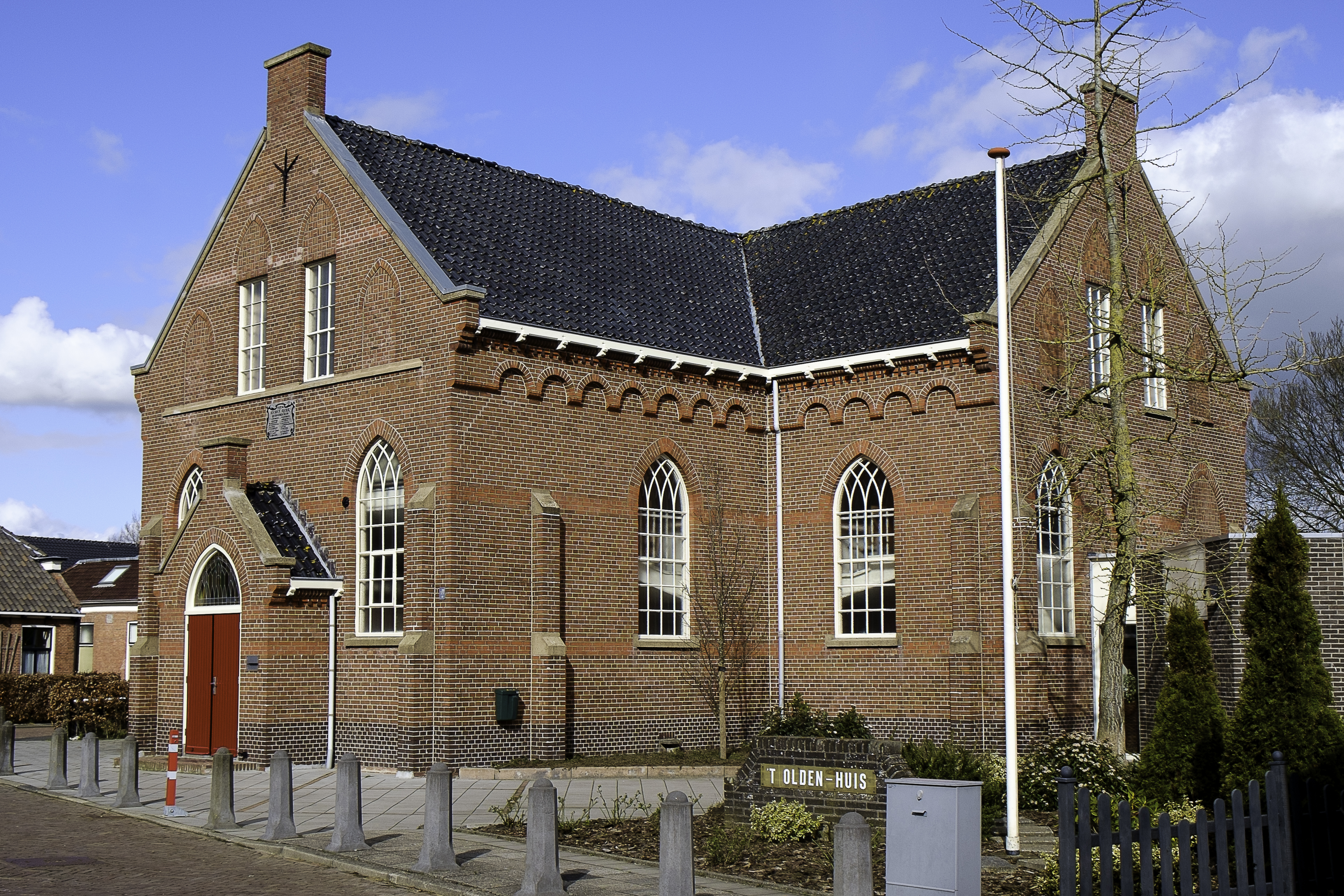
Gereformeerde kerk uit 1898
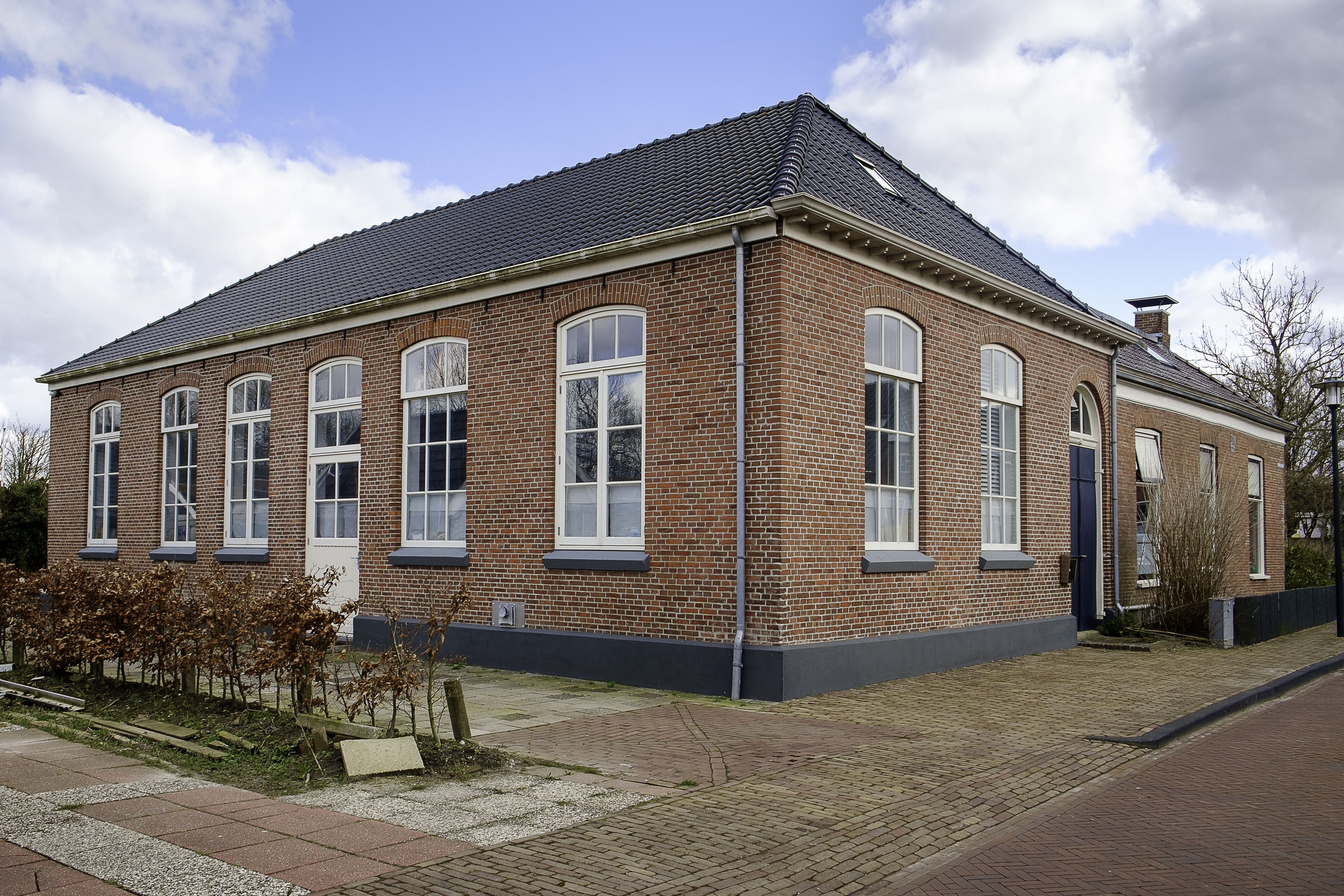
Voormalige christelijke lagere school met hoofdenwoning ('Rehoboth') uit 1888
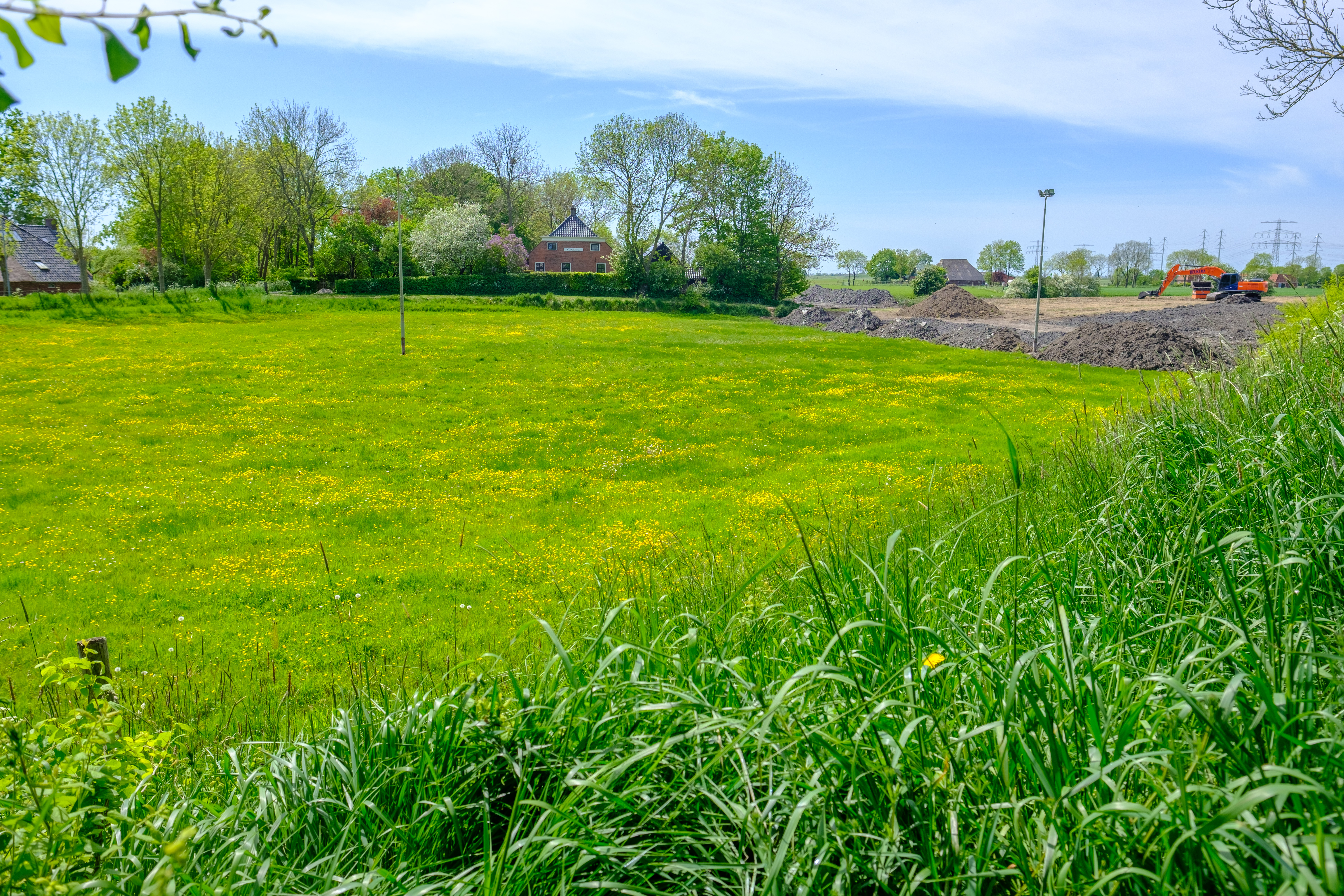
Afgegraven deel van de wierde van Sauwerd
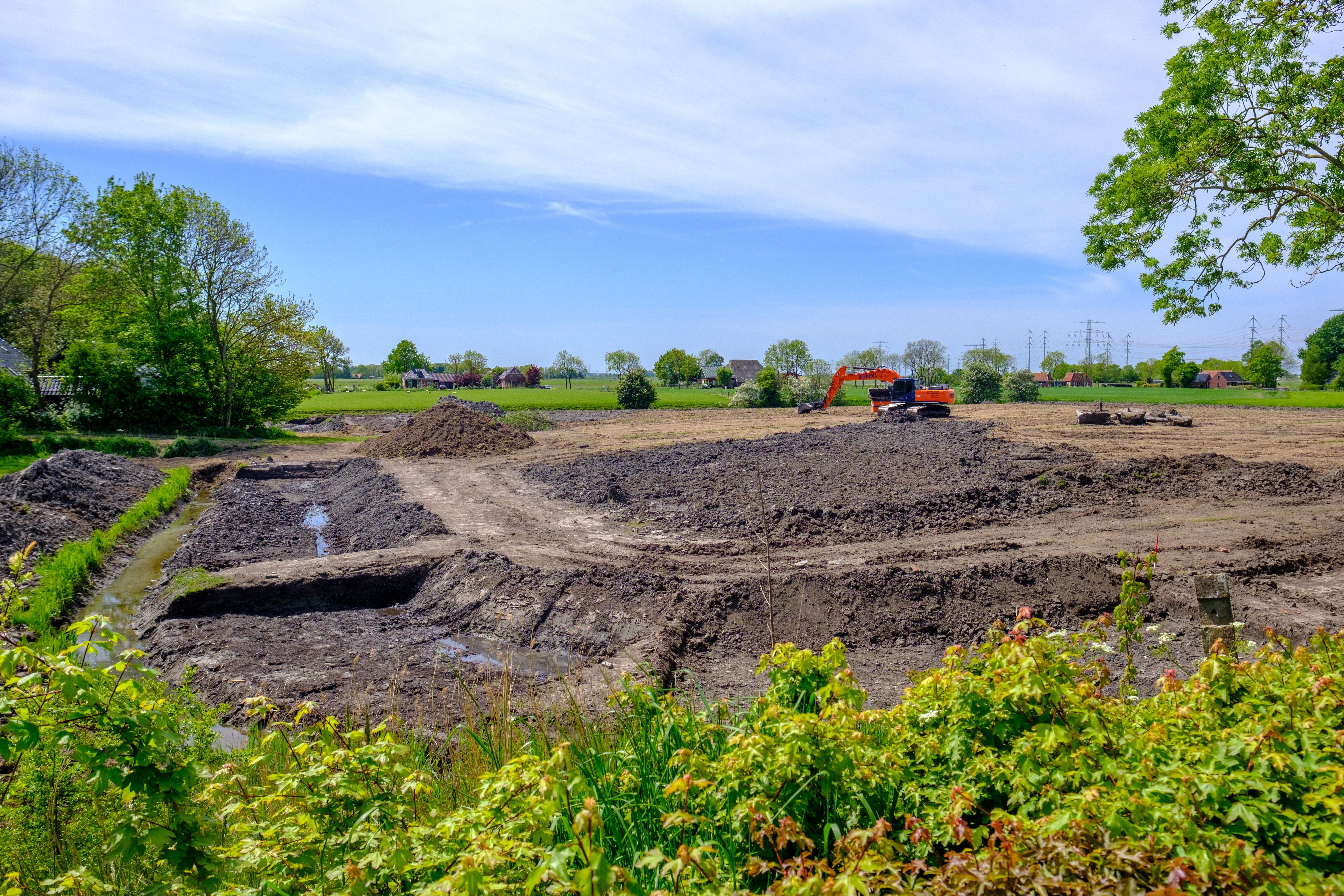
Archeologische opgravingen in de her uit te graven gracht van de voormalige Onstaborg in Sauwerd gezien vanaf de oostpunt ten zuiden van de vroegere kerk (2022).